# Анна де Ла Тур-д’Овернь

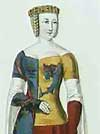

Герб рода де Ла Тур

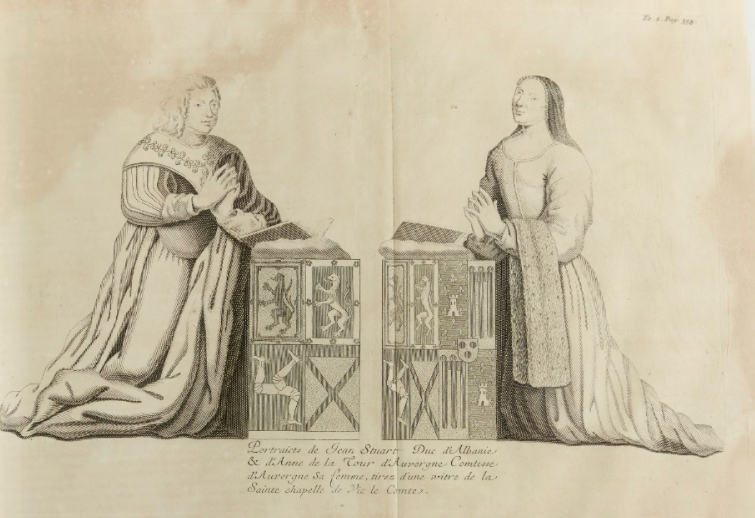
Джон Стюарт и Анна де Ла Тур

Анна де Ла Тур-д’Овернь (фр. Anne de La Tour d’Auvergne; ок. 1495 — 1524) — графиня Овернская с 1501 года, дама де Ла Тур, де Сен-Сатюрнен и де Монродон, дочь Жана IV де Ла Тур-д’Овернь и родная тетка могущественной королевы Франции Екатерины Медичи.

## Биография
Дочь Жана IV Оверньского и Жанны де Бурбон-Вандом.
В 1505 году, 8 июля, вышла замуж за своего кузена Джона Стюарта, герцога Олбани. Детей не было.
Согласно завещанию, составленному 16 июня 1524 года, оставила графство Овернь племяннице (дочери младшей сестры) — Екатерине Медичи, которая в то время была ещё ребёнком (родилась в 1519 году).